# Hemitriakis
Hemitriakis là một chi cá mập trong họ Triakidae.

## Loài
- Hemitriakis abdita Compagno & Stevens, 1993 (Deepwater sicklefin houndshark)
- Hemitriakis complicofasciata T. Takahashi & Nakaya, 2004 (Ocellate topeshark)
- Hemitriakis falcata Compagno & Stevens, 1993 (Sicklefin houndshark)
- Hemitriakis indroyonoi W. T. White, Compagno & Dharmadi, 2009 (Indonesian houndshark)
- Hemitriakis japanica (J. P. Müller & Henle, 1839) (Japanese topeshark)
- Hemitriakis leucoperiptera Herre, 1923 (Whitefin topeshark)